# Comitato Olimpico dei Paesi Bassi
Il Comitato Olimpico dei Paesi Bassi - Federazione Sportiva dei Paesi Bassi (NOC*NSF, neerl. Nederlands Olympisch Comité - Nederlandse Sport Federatie) è l'organo di governo dello sport nei Paesi Bassi.
Rappresenta sotto il nome francese di Comité olympique hollandais questa nazione presso il Comitato Olimpico Internazionale (CIO) dal 1912 ed ha lo scopo di curare l'organizzazione ed il potenziamento dello sport nei Paesi Bassi e, in particolare, la preparazione degli atleti olandesi, per consentire loro la partecipazione ai Giochi olimpici. Il comitato, inoltre, fa parte dei Comitati Olimpici Europei. Il codice CIO che era HOL diventa NED solo nel 1992.
L'attuale presidente dell'organizzazione è Erica G. Terpstra, mentre la carica di segretario generale è occupata da Theo Fledderus.